# Дугучиев, Ислам Бетерсултанович
Исла́м Бетерсулта́нович Дугучи́ев (род. 15 апреля 1966, Алтынемель, Жетысуская область) — советский, российский и азербайджанский борец классического стиля, серебряный призёр олимпийских игр, четырёхкратный чемпион мира, двукратный чемпион Европы, неоднократный чемпион и призёр чемпионатов СССР и России. Заслуженный мастер спорта СССР (1990), Заслуженный тренер России.

## Биография
Чеченец. Родился в Казахстане, куда были высланы его родители. Отец — ветеринарный врач.
После реабилитации чеченцев вернулся в Наурский район, где в 1978 году начал занятия классической борьбой у Пазлу Умарова. Затем переехал в Ростов-на-Дону, где начал учиться в спортивном интернате.
В 1984 году победил на чемпионате Европы среди юниоров, в 1986 году занял второе место на чемпионате Европы среди молодёжи и на чемпионате СССР среди мужчин, а в 1988 году стал чемпионом СССР. В 1989 году подтвердил звание чемпиона СССР и стал обладателем Кубка мира. В 1990 году одержал победы на чемпионатах мира и Европы, в 1991 году стал двукратным чемпионом мира.
Был включён в олимпийскую команду. При этом руководство сборной до последнего не могло определиться — кого выставлять на турнир. За 10 дней до Олимпиады была проведена контрольная схватка между Дугучиевым и Камандаром Маджидовым, которую Дугучиев в итоге выиграл. На Летних Олимпийских играх 1992 года в Барселоне боролся в весовой категории до 68 кг. В его категории боролись 19 спортсменов, разделённые на две группы, в каждой из которой спортсмен выбывал после двух поражений. Оставшиеся лучшие 10 борцов (по пять из группы) разыгрывали между собой места с 1 по 10, с учётом тех баллов, которые были получены ими в предварительных схватках.
В схватках:
- в первом круге выиграл со счётом 3-1 у Сесилио Родригеса (Куба), получив 3 очка;
- во втором круге выиграл со счётом 2-0 у Такумо Мори (Япония), получив 3 очка;
- в третьем круге выиграл со счётом 4-0 у Валерия Никитина (Эстония), получив 3 очка;
- в четвёртом круге выиграл со счётом 5-1 у Рышарда Вольны (Польша), получив 3 очка;
- в пятом круге выиграл со счётом 8-0 у Абдуллы Чаманголи (Иран), получив 3 очка;
- в шестом круге участия не принимал.

В финальной схватке встречался с Аттилой Репкой (Венгрия) и уступив ему один балл, проиграл 1-0 и стал серебряным призёром Олимпиады.
По словам самого борца:

Я ведь не стал чемпионом Олимпийских игр и именно это считаю своим главным разочарованием в борцовской карьере. А подвела меня тогда моя самоуверенность. Я проиграл по иронии судьбы венгру, у которого несколько раз до этого выигрывал. Это и помешало мне подготовиться должным образом к финальной схватке.
После Олимпиады продолжал уверенные выступления на чемпионатах мира, Европы и России. Кроме того, в 1993 году выиграл Гран-при Германии. Пропустил Олимпийские игры 1996 года в Атланте из-за травмы.
В преддверии Олимпийских игр 2000 года в Сиднее, получил разрешение выступать за Азербайджан. Победив в 2000 году на квалификационном турнире в Ташкенте и заняв 12 место на турнире в Колорадо, завоевал право выступления на Олимпийских играх. Боролся в весовой категории до 69 килограммов. В его категории боролись 19 спортсменов, разделённые на группы, в каждой из которых проводилось по две схватки по круговой системе. Победители в группе попадали в четвертьфинал, откуда начинались соревнования по олимпийской системе с выбыванием.
- в первой схватке в группе выиграл со счётом 5-0 у Парвиза Зейдванда (Ирак);
- во второй схватке в группе выиграл 1-0 у Юхи Лаппалайнена (Финляндия);

Став победителем группы вышел в четвертьфинал, где проиграл эстонскому борцу Валерию Никитину со счётом 4-1 и занял 6 место.
После окончания спортивной карьеры стал тренером. Является старшим тренером кадетской сборной России.

## Награды
6 сентября 2024 года Дугучиев был награждён Орденом Дружбы за заслуги в области физической культуры и спорта и многолетнюю добросовестную работу.

## Спортивные достижения
- Чемпионат СССР по классической борьбе 1986 года — :
- Чемпионат СССР по классической борьбе 1988 года — :
- Чемпионат СССР по классической борьбе 1989 года — :
- Чемпионат СССР по классической борьбе 1991 года — :
- Классическая борьба на летней Спартакиаде народов СССР 1991 года — ;